# 西田吾郎
西田 吾郎（にしだ ごろう、1943年9月18日 - 2014年6月2日）は、日本の数学者。京都大学名誉教授。専門は代数的位相幾何学である。大阪府出身。

## 人物
- 大阪府立高津高等学校を経て京都大学理学部を卒業した。
- 京都大学大学院理学研究科教授を務めるが、ホモトピー論の権威であり、全国の関連シンポジュームやセミナーに出席し、専門著書もある。
- 1979年、「球面ホモトピー群の研究」にて、日本数学会の会員で毎年40歳未満の優れた業績をあげた数学者に贈られる彌永賞を受賞。
- 文部科学省の科学研究費基盤研究(B)(2)代表を務めた。
- 2006年4月、京都大学　高等教育研究開発推進機構長・副学長に就任（任期は1年）。
- 2007年2月、京都大学 人間・環境学研究科からパソコンが盗まれ、個人情報が流出した事件では各教員に対し、高等教育研究開発推進機構長名で注意を促した。
- 国立大学の入試問題では、大阪高等学校数学教育会の 2004年度春季大学入試連絡協議会の委員や2007年国立大学協会の入試委員を務め、従来の国立大入試について前期、後期の2回受験方式を1回受験方式に改める推進をした。京大・入学者選抜方法研究委員会の委員長も務めた。
- 趣味として囲碁（4段）を楽しみ、京都大学囲碁部の顧問でもある。
- 2014年6月2日午後0時4分、敗血症性ショックにより京都市左京区の病院で死去した[2]。70歳没[2]。同日付で正四位・瑞宝中綬章を追贈された[3]。

## 著書
- ホモトピー論（共立出版）